# Koromandelrennvogel
Der Koromandelrennvogel (Cursorius coromandelicus) ist eine Limikolenart, die zur Familie der Brachschwalbenartigen (Glareolidae) gehört.
Er kommt in Indien, Bangladesch, Pakistan und Sri Lanka vor.
Der Lebensraum umfasst trockenere, kahle, steinige Ebenen, salzige Einöden, Ödland und Brachland mit verstreutem Buschwerk, gepflügte Felder, überweidete Flächen und kahle Weiden in der Umgebung von Ortschaften bis 275 m Höhe. Die Art ist ein Standvogel, zieht den Witterungsbedingungen gemäß örtlich umher.
Der Artzusatz bezieht sich auf die Koromandelküste.

## Merkmale
Diese Art ist 23 bis 26 cm groß. Die Oberseite ist sandfarben grau bis braun, die Schwanzoberseite weiß. Der Scheitel ist leuchtend rotbraun, darunter ein breiter weißer Überaugenstreif und schwarzer Augenstreif. Beide laufen im Nacken V-förmig zusammen. Der Schnabel ist schwarz, die langen Beine sind porzellanweiß. Die schwarzen Hand- und äußeren Armschwingen kontrastieren mit den graubraunen Flügeldecken. Die Unterseite ist sand- bis kastanienbraun mit schwarzem Querband am Bauch, die Schwanzunterseite ist weiß. Die Geschlechter unterscheiden sich nicht. Jungvögel sind auf der Oberseite kräftig gebändert und dunkelbraun gefleckt, der Scheitel ist dunkelbraun. Der weiße Schwanz ist charakteristisch für diese Rennvogelart.
In Pakistan findet man wesentlich häufiger statt seiner den Rennvogel (Cursorius cursor), der keine kastanienbraune und schwarze Unterseite aufweist.
Die Art ist monotypisch.

## Stimme
Der eher selten zu hörende Ruf wird als heiseres „gwaat“ oder „wut“ beschrieben.

## Lebensweise
Die Nahrung besteht aus Käfern und Larven, Grashüpfern, Laubheuschrecken, die in rennvogeltypischer Weise erbeutet werden. Die Art tritt meist in kleinen Gruppen auf.
Die Brutzeit liegt zwischen Ende Februar und August. Das Gelege besteht aus 2 bis 3 steinfarbenen, schwarz gefleckten Eiern, die in eine flache Kuhle oder direkt auf den Erdboden gelegt werden und überwiegend vom Weibchen ausgebrütet werden.

## Gefährdungssituation
Die Art gilt als nicht gefährdet (Least Concern).